# Bergtjärnen (Gräsmarks socken, Värmland)
Bergtjärnen är en sjö i Sunne kommun i Värmland och ingår i Göta älvs huvudavrinningsområde.